# Erik Lamela
Erik Manuel Lamela (ur. 4 marca 1992 w Buenos Aires) – argentyński piłkarz pochodzenia hiszpańskiego występujący najczęściej na pozycji ofensywnego lub prawego pomocnika w hiszpańskim klubie Sevilla FC. W latach 2011–2018 reprezentant Argentyny.
Lamela urodził się w Buenos Aires i w młodym wieku zaczął treningi w stołecznym zespole River Plate. W 2004 roku jego pozyskaniem zainteresowany był zespół FC Barcelona. W lidze argentyńskiej zadebiutował w czerwcu 2009, natomiast pierwszego gola dla River strzelił w grudniu 2010. Dobra postawa prezentowana przez gracza w sezonie Apertura 2010 (dwa gole, trzy asysty) zaowocowała licznymi ofertami z klubów europejskich.
Latem 2011, po spadku River Plate do drugiej ligi, Lamela podpisał pięcioletni kontrakt z włoskim zespołem AS Roma.

## Życie prywatne
Lamela przyszedł na świat we Floridzie, jednej z dzielnic stolicy Argentyny, Buenos Aires, jako syn José "Panadero" Lameli, byłego piłkarza, i jego żony Miriam. Posiada dwójkę braci, Axela i Briana. Jego idolem piłkarskim jest Lionel Messi.

## Kariera klubowa

### River Plate
Lamela w wieku 8 lat rozpoczął treningi w stołecznym zespole River Plate. W 2004 roku talent 12-letniego zawodnika zauważyli wysłannicy drużyny FC Barcelona, proponując rodzinie zawodnika 120 tysięcy euro miesięcznie w zamian za przeprowadzkę do Hiszpanii. Z powodów finansowych na transfer nie zgodził się jednak ówczesny prezydent River Plate, José María Aguilar. Ostatecznie rodzice zawodnika i Aguilar doszli do porozumienia i Lamela pozostał w piłkarskiej akademii River. W 2008 roku młody zawodnik znalazł się w składzie drużyny na angielski turniej U–16 Cobham Cup, w którym Millonarios zajęli pierwsze miejsce po pokonaniu w finale Chelsea 2:0.
Szansę rozegrania pierwszego meczu na pierwszoligowych boiskach dał Lameli szkoleniowiec Néstor Gorosito, pod nieobecność rywali zawodnika do gry w składzie, Mauro Díaza i Diego Buonanotte (udali się z reprezentacją na Turniej w Tulonie). W argentyńskiej Primera División 17-letni gracz zadebiutował 13 czerwca 2009 w wygranym 3:1 spotkaniu z Tigre, wchodząc na plac gry w 80 minucie jako zmiennik Roberta Floresa. Był to jego jedyny występ w jego pierwszym sezonie w seniorskiej drużynie – Clausura 2009.
Więcej szans na grę niedoświadczony piłkarz otrzymał od nowego trenera, Ángela Cappy. Pierwszy oficjalny mecz, który Lamela rozegrał w wyjściowym składzie River, odbył się 19 września 2010 w Rosario; Millonarios przegrali wówczas ligową konfrontację z Newell's Old Boys 0:1, natomiast młody Argentyńczyk wystąpił na boisku przez 56 minut. Do końca rozgrywek Apertury 2010 Lamela pojawił się na placu gry jeszcze jedenastokrotnie, za każdym razem znajdując się w podstawowej jedenastce zespołu. 24 września nowy prezes River Plate, Daniel Passarella, ogłosił, iż młody piłkarz podpisał swój pierwszy profesjonalny kontrakt z klubem, obowiązujący przez najbliższe cztery lata, z klauzulą odstępnego wynoszącą 20 milionów euro. 16 listopada Lamela w derbach z Boca Juniors zanotował asystę przy zwycięskim trafieniu Jonathana Maidany, a dwa spotkania później, 28 listopada, asystował przy golu Adalberto Romána w spotkaniu z Olimpo. Po raz pierwszy w barwach Millonarios wpisał się na listę strzelców 5 grudnia w wygranej 2:1 wyjazdowej konfrontacji z Colónem, strzelając w 55 minucie bramkę na wagę remisu 1:1. Drugie trafienie podczas Apertury Lamela zanotował 13 grudnia w spotkaniu z Lanús (4:1), otwierając wynik spotkania w 28 minucie; później zaliczył także asystę przy bramce Adalberto Romána na 2:1.

Pod koniec grudnia 2010 opiewającą na 12 milionów euro ofertę dotyczącą kupna Lameli złożył włoski A.C. Milan, jednak została ona odrzucona przez prezydenta Passarellę. Zatrudnieniem ofensywnego pomocnika były także zainteresowane zespoły takie jak hiszpańskie Atlético, FC Barcelona i Real Madryt, niemiecki Bayern Monachium, włoskie Juventus F.C., SSC Napoli, Inter Mediolan, Catania Calcio, AS Roma i S.S. Lazio oraz angielskie Liverpool i Tottenham. Po zakończeniu zimowego okienka transferowego Passarella oznajmił, iż cena wyjściowa za Lamelę wynosi 20 milionów euro. Argentyński rozgrywający ostatecznie pozostał w River. Jednocześnie wielokrotnie zapewniał kibiców drużyny, że nie odejdzie z niej przed zdobyciem przynajmniej jednego trofeum: 

To miłe, że moje postępy śledzi wiele klubów, ale nie chcę odejść. Jestem z River od czasu, gdy byłem chłopcem i zawdzięczam temu klubowi wszystko. W pierwszej kolejności chcę tu coś wygrać.

 Został umieszczony przez FIFA na liście trzynastu utalentowanych graczy z całego świata, których gra powinna być obserwowana w 2011 roku.
Przed rozgrywkami sezonu Clausura 2011 zmienił swój dotychczasowy numer na koszulce – 18 – na 10, wolny po odejściu z klubu Ariela Ortegi. Już w drugiej kolejce Clausury, w wygranym 2:0 meczu ze stołecznym Huracánem, Lamela wpisał się na listę strzelców. Strzelił także bramkę w ostatniej, dziewiętnastej kolejce, w konfrontacji z Lanús (1:2). Podczas sezonu Clausura 2011 Lamela zanotował trzy asysty – w 6, 8 i 12 kolejce. Drużyna River zajęła siedemnaste miejsce w tabeli sumarycznej, biorącej pod uwagę średnią punktów na mecz z ostatnich trzech sezonów. Klub wziął udział w barażach o utrzymanie z drużyną Belgrano, przegrywając w dwumeczu łącznym wynikiem 1:3 (0:2, 1:1) i po raz pierwszy w historii spadając do Primera B Nacional.

### Roma
6 lipca 2011 Lamela razem z agentami i wysłannikiem River Plate udał się do stolicy Włoch, Rzymu, gdzie przeszedł badania medyczne w zespole AS Roma. Trzy dni później prezydent River, Daniel Passarella, oficjalnie potwierdził sfinalizowanie transferu 19-latka. Kwota transakcji wyniosła 12 milionów euro, a sam Lamela podpisał pięcioletni kontrakt z roczną pensją wynoszącą 1,5 miliona euro.

## Kariera reprezentacyjna

### U–17
Lamela był powoływany do argentyńskiej kadry do lat 17, razem ze swoimi utalentowanymi kolegami klubowymi z rocznika 1992.

### U–20
W styczniu 2011 Walter Perazzo, selekcjoner reprezentacji Argentyny U–20, wyraził chęć powołania Lameli na młodzieżowe mistrzostwa Ameryki Południowej, jednak zgody na wyjazd osiemnastolatka na turniej do Peru nie udzieliły władze River Plate, chcąc, aby zawodnik przepracował z drużyną cały okres przygotowawczy.

### Dorosła reprezentacja
W seniorskiej reprezentacji Argentyny Lamela zadebiutował 25 maja 2011, za kadencji selekcjonera Sergio Batisty. Złożona wówczas z zawodników występujących w argentyńskiej Primera División drużyna Albicelestes pokonała w towarzyskim spotkaniu Paragwaj 4:2, natomiast Lamela wybiegł na plac gry w wyjściowej jedenastce i został zmieniony w 58 minucie przez Pablo Mouche. Pierwszego gola w reprezentacji strzelił 3 września 2014, w meczu z Niemcami, wygranym przez Argentynę 4;2.

## Statystyki kariery

### Klubowe
| Klub              | Sezon              | Kraj               | Rozgrywki          | Liga  | Liga | Puchar krajowe | Puchar krajowe | Rozgrywki kontynentalne | Rozgrywki kontynentalne | Łącznie | Łącznie |
| Klub              | Sezon              | Kraj               | Rozgrywki          | Mecze | Gole | Mecze          | Gole           | Mecze                   | Gole                    | Mecze   | Gole    |
| ----------------- | ------------------ | ------------------ | ------------------ | ----- | ---- | -------------- | -------------- | ----------------------- | ----------------------- | ------- | ------- |
| River Plate       | 2008–2009          | Argentyna          | Primera División   | 1     | 0    | 0              | 0              | 0                       | 0                       | 1       | 0       |
| River Plate       | 2009–2010          | Argentyna          | Primera División   | 1     | 0    | 0              | 0              | 0                       | 0                       | 1       | 0       |
| River Plate       | 2010–2011          | Argentyna          | Primera División   | 34    | 4    | 0              | 0              | 0                       | 0                       | 34      | 4       |
| AS Roma           | 2011–2012          | Włochy             | Serie A            | 29    | 4    | 2              | 2              | 0                       | 0                       | 31      | 6       |
| AS Roma           | 2012–2013          | Włochy             | Serie A            | 33    | 15   | 3              | 0              | 0                       | 0                       | 36      | 15      |
| Tottenham Hotspur | 2013–2014          | Anglia             | Premier League     | 15    | 0    | 2              | 0              | 6                       | 1                       | 23      | 1       |
| Tottenham Hotspur | 2014–2015          | Anglia             | Premier League     | 26    | 2    | 5              | 1              | 8                       | 2                       | 39      | 5       |
| Tottenham Hotspur | 2015–2016          | Anglia             | Premier League     | 35    | 5    | 2              | 0              | 8                       | 6                       | 45      | 11      |
| Tottenham Hotspur | 2016–2017          | Anglia             | Premier League     | 9     | 1    | 2              | 1              | 3                       | 0                       | 14      | 2       |
| Tottenham Hotspur | 2017–2018          | Anglia             | Premier League     | 25    | 2    | 6              | 2              | 2                       | 0                       | 33      | 4       |
| Tottenham Hotspur | 2018–2019          | Anglia             | Premier League     | 19    | 4    | 5              | 1              | 9                       | 1                       | 33      | 6       |
| Tottenham Hotspur | 2019–2020          | Anglia             | Premier League     | 25    | 2    | 5              | 1              | 4                       | 1                       | 35      | 4       |
| Tottenham Hotspur | 2020–2021          | Anglia             | Premier League     | 23    | 1    | 4              | 2              | 8                       | 1                       | 35      | 4       |
| Sevilla           | 2021–2022          | Hiszpania          | Primera Division   | 20    | 5    | 0              | 0              | 4                       | 0                       | 24      | 5       |
| Sevilla           | 2022–2023          | Hiszpania          | Primera Division   | 32    | 6    | 4              | 1              | 13                      | 2                       | 49      | 9       |
| Sevilla           | 2023–2024          | Hiszpania          | Primera Division   | 10    | 2    | 2              | 0              | 4                       | 0                       | 16      | 2       |
| Łącznie           | Argentyna          | Argentyna          | Argentyna          | 36    | 4    | 0              | 0              | 0                       | 0                       | 36      | 4       |
| Łącznie           | Włochy             | Włochy             | Włochy             | 62    | 19   | 5              | 2              | 0                       | 0                       | 67      | 21      |
| Łącznie           | Anglia             | Anglia             | Anglia             | 177   | 17   | 31             | 8              | 49                      | 12                      | 257     | 37      |
| Łącznie           | Hiszpania          | Hiszpania          | Hiszpania          | 62    | 13   | 5              | 1              | 19                      | 2                       | 86      | 16      |
| Łącznie           | Łącznie w karierze | Łącznie w karierze | Łącznie w karierze | 337   | 53   | 42             | 11             | 70                      | 14                      | 449     | 78      |

Aktualizacja: 17 marca 2024

### Reprezentacyjne
| Reprezentacja | Kraj      | Rok     | Łącznie | Łącznie |
| Reprezentacja | Kraj      | Rok     | Mecze   | Gole    |
| ------------- | --------- | ------- | ------- | ------- |
| Argentyna U20 | Argentyna | 2011    | 4       | 3       |
| Argentyna     | Argentyna | 2011    | 1       | 0       |
| Argentyna     | Argentyna | 2012    | 0       | 0       |
| Argentyna     | Argentyna | 2013    | 5       | 0       |
| Argentyna     | Argentyna | 2014    | 4       | 1       |
| Argentyna     | Argentyna | 2015    | 5       | 0       |
| Argentyna     | Argentyna | 2016    | 8       | 2       |
| Argentyna     | Argentyna | 2017    | 0       | 0       |
| Argentyna     | Argentyna | 2018    | 2       | 0       |
| Argentyna     | Argentyna | 2019    | 0       | 0       |
| Ogólnie       | Ogólnie   | Ogólnie | 25      | 3       |

## Sukcesy

### AS Roma
- Finał Pucharu Włoch: 2012/2013

### Tottenham Hotspur
- Finał Pucharu Ligi Angielskiej: 2014/2015, 2020/2021
- Finał Ligi Mistrzów UEFA: 2018/2019

### Reprezentacyjne
- Wicemistrzostwo Copa América: 2015, 2016

### Wyróżnienia
- Nagroda Puskása FIFA: 2021